# 1 000 kilomètres d'Istanbul

Le circuit d'Istanbul, de 5.34 kilomètres de long.

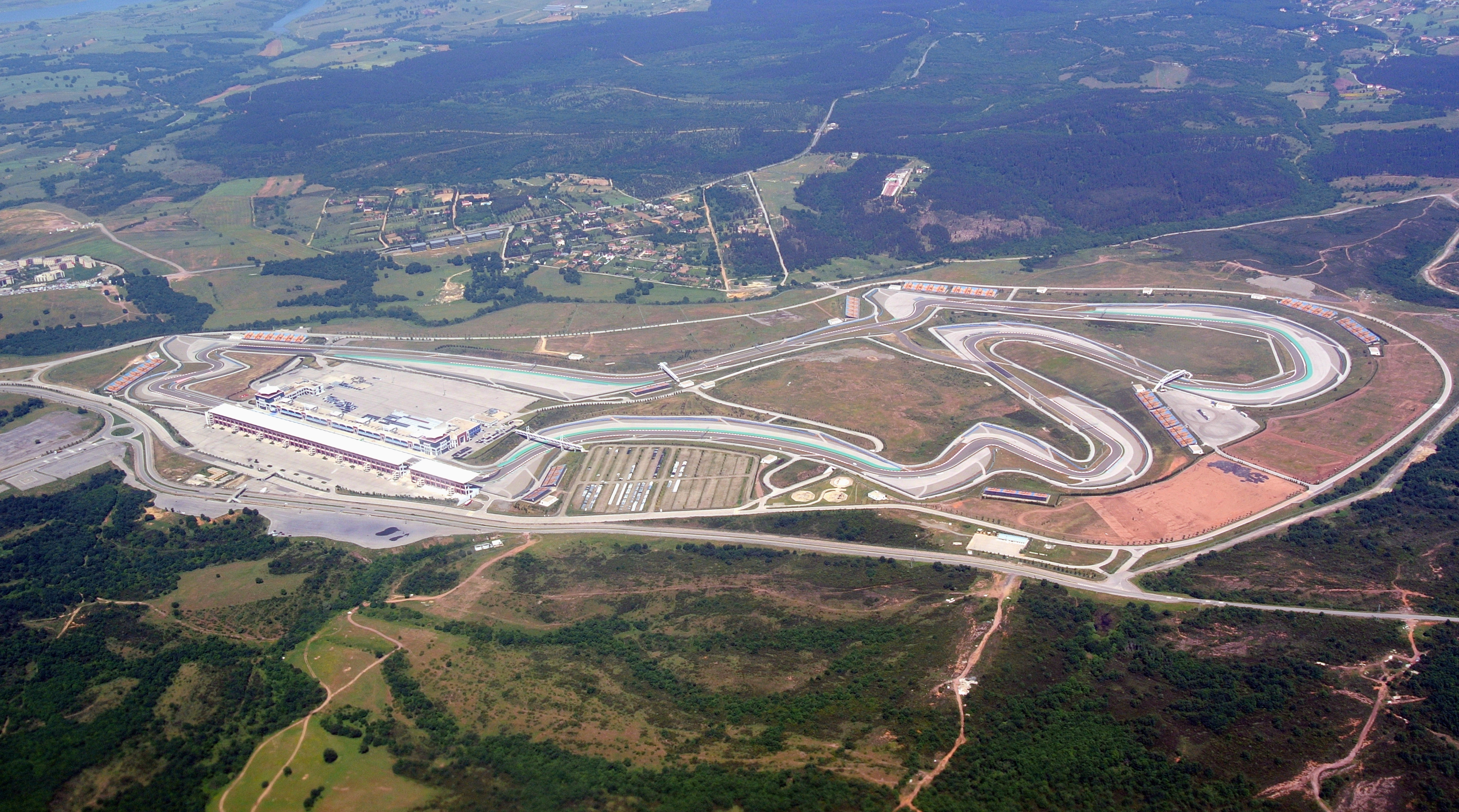
Une vue aérienne du circuit.

Les 1 000 kilomètres d'Istanbul ont été une compétition pour voitures de sport en endurance disputée à deux reprises consécutivement au Otodrom Istanbul Park, à la mi-novembre 2005 puis au début du mois d'avril 2006 (de fin de saison, l'évènement bascula en effet en ouverture lors de l'année suivante).
En 2006 la course a été raccourcie à 4 heures au lieu des 6 prévues, en raison d'un manque de carburant dû à des problèmes de logistique. Elle donna les mêmes vainqueurs qu'en 2005, mais elle ne fut pas reconduite.
De 2005 à 2011, le Grand Prix de Turquie se disputa sur le même circuit, conçu à l'origine par le célèbre ingénieur allemand Hermann Tilke en suivant les contours d'un terrain fait d'une succession de montées et de descentes.

## Palmarès
| 2005 | Jean-Christophe Boullion Emmanuel Collard | Pescarolo Sport | Pescarolo C60 Hybrid-Judd GV5 5.0L V10 | Le Mans Endurance Series |
| 2006 | Jean-Christophe Boullion Emmanuel Collard | Pescarolo Sport | Pescarolo C60 Hybrid-Judd GV5 5.0L V10 | Le Mans Series           |